# Aleksandr Gorszkow
Aleksandr Wiktorowicz Gorszkow, ros. Александр Викторович Горшков, ukr. Олександр Вікторович Горшков, Ołeksandr Wiktorowycz Horszkow (ur. 8 lutego 1970 w Kirowsku, obwód łuhański, Ukraińska SRR) – rosyjski piłkarz pochodzenia ukraińskiego, grający na pozycji defensywnego pomocnika, reprezentant Rosji i Ukrainy. W 2006 zmienił obywatelstwo ukraińskie na rosyjskie.

## Kariera piłkarska

### Kariera klubowa
Jest wychowankiem klubu Stachanoweć Stachanow. Następnie występował w pochodzącym z Republiki Uzbeckiej SKA Taszkent, a w 1990 powrócił na Ukrainę i przez 2 lata grał w SKA Kijów w 2. lidze ZSRR. W końcu 1991 roku został piłkarzem Nywy Winnica i w 1992 roku rozpoczął sezon w Wyszczej Lidze. Po 2 latach, w 1994 roku, został zawodnikiem pierwszego składu Czornomorca Odessa. Zarówno w 1995, jak i 1996 roku został wicemistrzem Ukrainy oraz reprezentował barwy klubu z Odessy w rozgrywkach Pucharu UEFA.
W 1996 roku wyjechał do Rosji. Przez dwa sezony grał w Żemczużinie Soczi, dwukrotnie pomagając klubowi w obronie przed spadkiem. W 1997 przeszedł do Zenitu Petersburg, w którym przez 4,5 roku grał w wyjściowej jedenastce, a największym jego sukcesem w tym okresie było zdobycie Pucharu Rosji w 1999 roku oraz zajęcie 3. miejsca w lidze w 2001 roku. W 2002 przeniósł się do Saturna Ramienskoje i zajął z nim kolejno 6. i 7. miejsce w 2003 roku. W 2004 powrócił do Zenitu i w tamtym oraz w 2005 roku był podstawowym zawodnikiem zespołu, a w 2006 był już rezerwowym. W tym okresie dwukrotnie zajął z Zenitem 4. miejsce oraz dotarł do ćwierćfinału Pucharu UEFA w 2007 roku. W 2007 zdobył Mistrzostwo Rosji a w 2008 Puchar UEFA i Superpuchar UEFA. W 2006 w związku z limitem na piłkarzy zagranicznych był zmuszony przyjąć obywatelstwo rosyjskie.
W 2008 roku zakończył piłkarską karierę.

### Statystyki
| Sezon   | Klub               | Kraj    | Rozgrywki                | Mecze | Bramki |
| ------- | ------------------ | ------- | ------------------------ | ----- | ------ |
| 1990    | SKA Kijów          | ZSRR    | Wtoraja liga ZSRR        | 34    | 0      |
| 1991    | SKA Kijów          | ZSRR    | Wtoraja liga ZSRR        | 42    | 3      |
| 1992    | Nywa Winnica       | Ukraina | Wyszcza Liha             | 16    | 1      |
| 1992/93 | Nywa Winnica       | Ukraina | Persza Liha              | 38    | 4      |
| 1993/94 | Nywa Winnica       | Ukraina | Wyszcza Liha             | 18    | 1      |
| 1994/95 | Czornomoreć Odessa | Ukraina | Wyszcza Liha             | 18    | 0      |
| 1995/96 | Czornomoreć Odessa | Ukraina | Wyszcza Liha             | 15    | 0      |
| 1997    | Żemczużina Soczi   | Rosja   | Priemjer-Liga            | 21    | 2      |
| 1997    | Żemczużina Soczi   | Rosja   | Priemjer-Liga            | 15    | 3      |
| 1997    | Zenit Petersburg   | Rosja   | Priemjer-Liga            | 17    | 5      |
| 1998    | Zenit Petersburg   | Rosja   | Priemjer-Liga            | 25    | 4      |
| 1999    | Zenit Petersburg   | Rosja   | Priemjer-Liga            | 29    | 3      |
| 2000    | Zenit Petersburg   | Rosja   | Priemjer-Liga            | 15    | 2      |
| 2001    | Zenit Petersburg   | Rosja   | Priemjer-Liga            | 28    | 6      |
| 2002    | Saturn Ramienskoje | Rosja   | Priemjer-Liga            | 25    | 2      |
| 2003    | Saturn Ramienskoje | Rosja   | Priemjer-Liga            | 19    | 2      |
| 2004    | Zenit Petersburg   | Rosja   | Priemjer-Liga            | 27    | 2      |
| 2005    | Zenit Petersburg   | Rosja   | Priemjer-Liga            | 28    | 0      |
| 2006    | Zenit Petersburg   | Rosja   | Priemjer-Liga            | 14    | 1      |
| 2007    | Zenit Petersburg   | Rosja   | Priemjer-Liga            |       |        |
| 2008    | Zenit Petersburg   | Rosja   | Priemjer-Liga            |       |        |
|         |                    |         | Łącznie w Wyszczej Lidze | 89    | 5      |
|         |                    |         | Łącznie w Premier Lidze  | 263   | 32     |

### Kariera reprezentacyjna
W reprezentacji Ukrainy zadebiutował 28 marca 2003 w spotkaniu eliminacyjnym Mistrzostw Europy z Hiszpanią zremisowanym 2:2, strzelając 1 gola. W tamtym roku łącznie rozegrał 4 mecze i zdobył 2 gola i od tego czasu znajduje się poza kadrą narodową. W 1998 rozegrał też 2 gry w reprezentacji Rosji.

## Kariera trenerska
6 marca 2009 rozpoczął karierę trenerską w młodzieżowym klubie Zenitu Petersburg. 1 czerwca 2010 przeszedł do szkolenia młodzieży w Akademii Piłkarskiej Zenitu. 14 stycznia 2011 objął stanowisko głównego trenera w rosyjskim klubie Bałtika Kaliningrad, ale już 1 lutego 2011 powrócił do pracy w Akademii Zenitu. Na początku 2012 roku został wybrany na stanowisko głównego trenera FK Niżny Nowogród. Po nieudanych barażach o wyjście do Rosyjskiej Priemjer-Ligi opuścił klub. Ale już wkrótce, w czerwcu 2012 objął stanowisko głównego trenera beniaminka Drugiej dywizji Ruś Petersburg. W 2013 pomagał trenować Amkar Perm. W czerwcu 2014 stał na czele odrodzonego klubu Saturn Ramienskoje.

## Sukcesy i odznaczenia

### Sukcesy klubowe
- wicemistrz Ukrainy: 1995
- mistrz Rosji: 2007
- brązowy medalista Mistrzostw Rosji: 2001

### Odznaczenia
- tytuł Zasłużonego Mistrza Sportu Rosji: 2008